# Dana Němcová

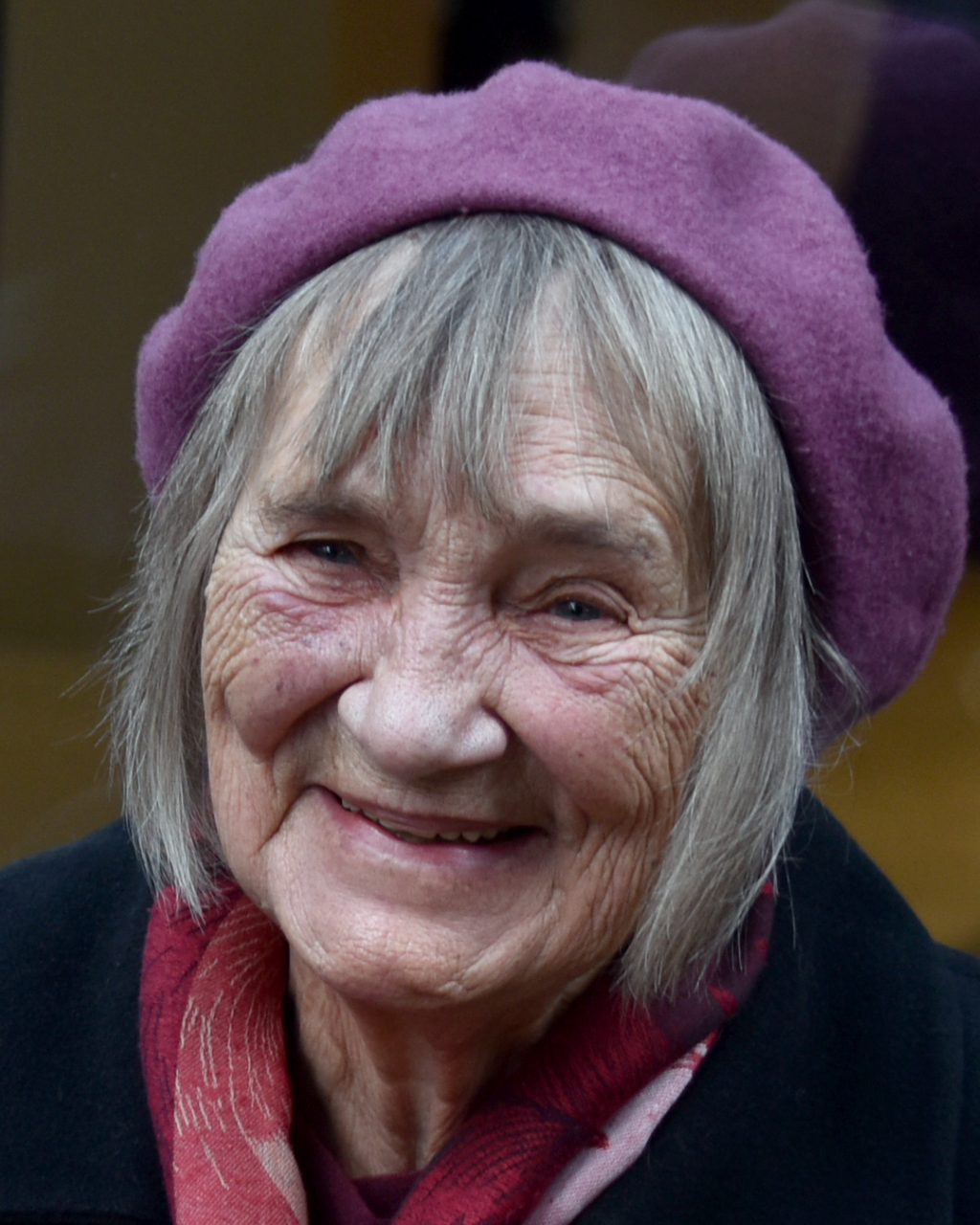
Dana Němcová (2019)

Dana Němcová (eigentlich Danuška, * 14. Januar 1934 in Most; † 11. April 2023) war eine tschechische Psychologin, Politikerin und als Dissidentin des kommunistischen Regimes in der Tschechoslowakei eine der Erstunterzeichnerinnen der Charta 77. Nach der Samtenen Revolution gehörte sie von 1990 bis 1992 der Föderalversammlung der Tschechoslowakei an.

## Leben

### Familie und Ausbildung
Němcová wurde 1934 in Most in eine Lehrerfamilie geboren. Ihre Kindheit verbrachte sie in Kladno und Nové Město nad Metují. Im Jahr 1938 flohen ihre Eltern mit ihr aufgrund des Münchner Abkommens vom 30. September 1938 aus ihrer Heimatstadt Most. Nach dem Ende des Zweiten Weltkrieges kehrte sie 1945 mit elf Jahren nach Most zurück. 1953 zog sie nach Prag. 1955 heiratete sie den Psychologen und katholischen Intellektuellen Jiří Němec (1932–2001), mit dem sie sieben Kinder hatte. Ihr Mann Jiří ging 1983 unter dem Druck der „Aktion Asanace“ ins österreichische Exil. Dabei handelte es sich um eine der massivsten Attacken des kommunistischen tschechoslowakischen Regimes gegen die Unterzeichnenden der „Charta 77“, sie wurde 1977 kraft eines geheimen Befehls von dem damaligen tschechoslowakischen Innenminister Jaromir Obzina angeordnet. Durch Asanace wurden letztlich 14 Dissidenten dazu genötigt, einen Ausreiseantrag zu stellen und die Tschechoslowakei zu verlassen.
Einer ihrer Söhne ist Ondřej Němec, ein Fotograf für die Zeitung Lidové noviny, ihre Schwiegersöhne sind Martin Palouš, langjähriger tschechischer Diplomat, sowie Milan Hlavsa, Gründungsmitglied der Band "The Plastic People of the Universe". Ihre Tochter Markéta Fialková und Sohn Jakub sind bereits verstorben.
In den 1950er Jahren studierte sie Psychologie an der Philosophischen Fakultät der Karls-Universität Prag. Danach leistete sie zunehmend Widerstand gegen das kommunistische Regime und die sogenannte Normalisierung nach der Niederschlagung des Prager Frühling 1968.

### Politische Aktivitäten
Sie gehörte 1977 zu den Erstunterzeichnerinnen der regimekritischen Charta 77. In dieser Gruppe von Dissidenten fungierte sie später als Sprecherin und Mitbegründerin des „Komitees zur Verteidigung der zu Unrecht Verfolgten“.
Im Jahr 1979 wurde sie für sechs Monate im Gefängnis in Prag-Ruzyně inhaftiert und anschließend wegen Umsturzes der Republik zu zwei Jahren Haft verurteilt. Nachdem sie mit Berufsverbot belegt worden war und nicht mehr Psychologin sein durfte, arbeitete sie als Reinigungskraft. Ihre nächste Verhaftung erfolgte während der so genannten „Palach-Woche“ im Januar 1989, als sie an einer Gedenkveranstaltung am Wenzelsdenkmal auf dem Prager Wenzelsplatz teilnahm.
Während der Samtenen Revolution im November 1989 war sie Mitbegründerin des Občanské fórum (OF; deutsch: Bürgerforum). Danach wurde sie am 30. Januar 1990 als parteilose Abgeordnete in die Nationenkammer der tschechoslowakischen Föderalversammlung kooptiert, wo sie den Platz des zurückgetretenen Abgeordneten des tschechischen Wahlkreises 1 (Bezirke Prag 1, 2, 7), Tomáš Trávníček (KSČ) einnahm. Němcová schloss sich der neu gebildeten Fraktion des Bürgerforums an. Bei den freien Wahlen im Juni 1990 wurde sie als Abgeordnete des Bürgerforums in der Nordmährischen Region in die Volkskammer der Föderalversammlung gewählt. Nach dem Zerfall des OF schloss sie sich 1991 der Občanské hnutí (Bürgerbewegung) an. Bei der nächsten Wahl im Juni 1992 scheiterte die Bürgerbewegung an der 5-Prozent-Hürde und Němcová schied aus dem Parlament aus. 
Als Bürgerrechtlerin setzte sie sich ab den 1990er Jahren für die psychologische und rechtliche Betreuung von Flüchtlingen ein und war Mitglied des Vorstands des „Komitees des Guten Willens – Olga-Havel-Stiftung“, dessen Vorsitzende sie ebenfalls war. Im Zusammenhang mit Einwanderungsfragen gründete sie das Refugee Counseling Center und das Center for Migration Issues.

## Preise und Auszeichnungen
- 1990: Internationaler Preis der katholischen Friedensbewegung Pax Christi
- 1998: Tschechische Verdienstmedaille 1. Grades
- 2000: Mitteleuropa-Preis des IDM – Institut für den Donauraum und Mitteleuropa
- 2013: Zertifikat für die Teilnahme am „Dritten Widerstand“
- 2016: Arnošt-Lustig-Preis
- 2021: Ehrenbürgerin von Prag

Am Vortag des Nationalfeiertages des „Kampfes für Freiheit und Demokratie“ am 16. November 2021 erhielt sie die Ehrenbürgerschaft der Stadt Prag. Diese höchste Auszeichnung der Hauptstadt wurde ihr im Brožík-Saal des Altstädter Rathauses vom stellvertretenden Prager Bürgermeister Petr Hlubuček überreicht. Sie wurde damit für ihre außergewöhnlichen persönlichen Heldentaten im antikommunistischen Widerstand ausgezeichnet.